# Astragalus curtipes
Astragalus curtipes är en ärtväxtart som beskrevs av Asa Gray. Astragalus curtipes ingår i släktet vedlar, och familjen ärtväxter. Inga underarter finns listade i Catalogue of Life.